# Wanship (Utah)
Wanship es un lugar designado por el censo situado en el condado de Summit, Utah  (Estados Unidos). Según el censo de 2010 tenía una población de 400 habitantes. Se encuentra a 60 km de Salt Lake City y a 13 km de Coalville.

## Demografía
Según el censo de 2010, Wanship tenía una población en la que el 91,5% eran blancos, 0,0% afroamericanos, 0,3% amerindios, 0,0% asiáticos, 0,0% isleños del Pacífico, el 6,0% de otras razas, y el 2,3% pertenecían a dos o más razas. Del total de la población el 8,8% eran hispanos o latinos de cualquier raza.